# Siljengojaureh (Frostvikens socken, Jämtland, 721436-144074)
Siljengojaureh är en sjö i Strömsunds kommun i Jämtland och ingår i Ångermanälvens huvudavrinningsområde. Sjöns area är 0,1058 kvadratkilometer och den befinner sig 915,6 meter över havet.

## Delavrinningsområde
Siljengojaureh ingår i det delavrinningsområde (721404-144079) som SMHI kallar för Utloppet av Siljengojaureh. Medelhöjden är 934 meter över havet och ytan är 1,29 kvadratkilometer. Det finns inga avrinningsområden uppströms utan avrinningsområdet är högsta punkten. Vattendraget som avvattnar avrinningsområdet har biflödesordning 4, vilket innebär att vattnet flödar genom totalt 4 vattendrag innan det når havet efter 343 kilometer. Avrinningsområdet består mestadels av kalfjäll (92 procent). Avrinningsområdet har 0,11 kvadratkilometer vattenytor vilket ger det en sjöprocent på 8,2 procent.